# Współczynnik aktywności zawodowej
Współczynnik aktywności zawodowej – współczynnik określający stosunek osób aktywnych zawodowo (osoby zatrudnione + osoby bezrobotne) do całkowitej liczby ludności w wieku 15-89 lat.
Im wyższa wartość tego wskaźnika, tym większa część ludzi w wieku produkcyjnym pracuje zawodowo. Jego wartość jest zawsze mniejsza od 100, ponieważ część osób, które teoretycznie mogłyby pracować nie może tego robić. Przykładami są:
- niepełnosprawni
- młodzież niepracująca ze względu na studia
- więźniowie odosobnieni

Współczynnik aktywności zawodowej w Polsce w IV kwartale 2022 roku wynosił 58,2% (według danych GUS).